# Río Rus
El río Rus es un río que discurre por Castilla-La Mancha, España, en concreto por la provincia de Cuenca. Pertenece a la cuenca del río Guadiana y es uno de los principales afluentes del río Záncara.

## Etimología
El nombre de "Rus" puede tener su origen en el vocablo prerromano "Arrugio", que se refiere a un canal artificial por el que circula el agua. De ahí evolucionaría a "Rugio", y ésta daría lugar a la forma apocopada "Rus". 

## Toponimia
Durante su recorrido, sin embargo, es nombrado de tres maneras distintas: primero río Quintanar, después río Córcoles (no confundir con el río Córcoles, también afluente del Záncara, que nace en el Campo de Montiel) y finalmente, después de pasar El Cañavate, río Rus.

## Cauce
Se trata de un río marcadamente humanizado desde su mismo nacimiento, y durante todo su recorrido sus riberas, llanas y extensas, están cultivadas; prácticamente es un canal excavado entre cultivos, sin apenas vegetación de ribera en sus márgenes.
Da nombre a la patrona de la localidad de San Clemente, la Virgen de Rus. La ermita donde está instalada se sitúa en un cerro rodeado por el río, donde existía una fortaleza y una población árabe o anterior con el nombre de Rus, que parece ser el origen del actual San Clemente.

## Régimen fluvial
Durante todo el año no suele tener un caudal abundante, y en la época estival suele ir casi seco, con un caudal bajo, aunque, no obstante, suele bajar activo en otoño, gracias a los frentes que bañan el río e incluso, en ocasiones, llegan a desbordarlo,  y en primavera, debido al deshielo que se produce de las nieves a lo largo del curso del mismo.